# Jan Ivan Wünsch
Jan Ivan Wünsch (7. července 1947 Praha – 1. června 1999 Praha) byl český rockový baskytarista. V 80. letech 20. století byl jedním z členů rockové skupiny Jasná Páka a následně hrál i v jejím nástupnickém souboru Hudba Praha. V roce 2011 byl uveden do Beatové síně slávy jako osobnost in memoriam.